# Волошин, Григорий Кузьмич
Григорий Кузьмич Волошин — советский хозяйственный и политический деятель.

## Биография
Родился в 1935 году в Мартыновском районе Ростовской области. Член КПСС.
В 1953—1956 гг. — колхозник, механик-комбайнёр МТС.
В 1956—1959 гг. — военнослужащий Советской Армии.
В 1959—1995 гг. — шофер, бригадир тракторной бригады, комбайнер, тракторист зерносовхоза «Новомартыновский» Мартыновского района Ростовской области.
Депутат Совета Союза Верховного Совета СССР 9-го созыва от Ростовской области. Делегат XXV съезда КПСС.
Жил в Мартыновском районе Ростовской области.